# Pensalvos e Parada de Monteiros
Pensalvos e Parada de Monteiros (llamada oficialmente União das Freguesias de Pensalvos e Parada de Monteiros) es una freguesia portuguesa del municipio de Vila Pouca de Aguiar, distrito de Vila Real. Según el censo de 2021, tiene una población de 288 habitantes.

## Historia
Fue creada el 28 de enero de 2013 en aplicación de una resolución de la Asamblea de la República de Portugal promulgada el 16 de enero de 2013 con la unión de las freguesias de Parada de Monteiros y Pensalvos, pasando su sede a estar situada en la antigua freguesia de Pensalvos.

## Demografía
| Gráfica de evolución demográfica de Pensalvos e Parada de Monteiros entre 2011 y 2021 |
|                                                                                       |
| Datos según el nomenclátor publicado por el INE portugués.                            |